# Мехмет Решид
Мехме́т Реши́д (тур. Mehmed Reşit Şahingiray; 8 февраля 1873 — 6 февраля 1919) — турецкий врач черкесского происхождения, губернатор провинции Диярбекир во время Первой мировой войны. Известен как один из организаторов геноцида армян, греков и ассирийцев, получивший прозвище «Мясник из Диярбекира».

## Биография

### Ранние годы
Родился 8 февраля 1873 года в черкесской семье на Северном Кавказе, но вместе с семьёй переселился в Турцию по причине гонений.
Учился в Имперской военно-медицинской школе в столичном Константинополе, в 1894 году стал ассистентом немецкого профессора Düring Pasha в госпитале Хайдарпаша.
В 1889 году стал одним из основателей «Общества османского единства» — организации младотурков. В 1897 году полиции стали известны его связи с «Обществом», что привело к ссылке в Ливию.
Решид служил врачом в Триполи до 1908 года, а после Младотурецкой революции вернулся в Константинополь. Уйдя из армии, начал административную карьеру, которая привела его в конце концов на пост губернатора (вали) Диярбекира.

### Губернатор Диярбекира
С годами Мехмет Решид радикализовался и уже к 1914 году считал христиан ответственными за экономические проблемы империи. Ещё в свою бытность в Кареси он организовал депортацию «неблагонадёжных» греков, что было поддержано Талаат-пашой.
В 1914 году Османская империя вступила в Первую мировую войну. Военные действия развернулись на границе с Россией и уже в 1915 году русское наступление привело к угрозе для Диярбекира. Историк Угур Унгёр считает, что эти события должны были подстегнуть апокалиптические страхи Решида, который стал воспринимать всех армян как вражеских шпионов. Предвоенная экономическая конкуренция между мусульманской и христианской общинами также сыграла свою роль в развернувшемся вскоре насилии.
25 марта 1915 года он стал губернатором провинции Диярбекир, где организовал массовые убийства армян и ассирийцев. При этом бывший доктор говорил об «окончательном решении армянского вопроса».
В течение двух месяцев в провинции шло массовое уничтожение армян и ассирийцев путём убийств и депортаций. Согласно свидетельству венесуэльского наёмника Рафаэля де Ногалеса, посетившего регион в июне 1915 года, Решид только что получил от Талаат-паши телеграмму из всего трёх слов: «Жги-уничтожай-убивай» — приказ уничтожать христианское население. Сообщается, что он лично сжёг 800 ассирийских детей, запертых в одном из зданий. Nesimi Bey и Sabit Bey, руководители районов Лис и Сабит, находившиеся в оппозиции к зверствам, были, возможно, убиты именно по его приказу. Так или иначе, от 144 до 157 тысяч армян, ассирийцев и других христиан, то есть от 87 до 95 % всего христианского населения провинции были убиты во время губернаторства Решида в Диярбекире.
Позже, когда генеральный секретарь «Единения и прогресса» Митхат Шюкру Бледа (Mithat Şukru Bleda) спросил, как он, будучи доктором, мог убить столько людей, Решид ответил:
То, что я врач, не значит, что я забыл о своей национальности! Решид врач. Но он был рождён турком… Или армяне уничтожили бы турок, или турки армян. Я не колебался перед этой дилеммой. Моя турецкость взяла верх над моей профессией. Я решил, что вместо того, чтобы быть стертыми ими, мы сотрём их… На вопрос о том, как я, будучи врачом, мог убить, я отвечу так: армяне стали опасными микробами в организме нашей страны. Разве это не обязанность доктора уничтожать микробов?
На вопрос, каким история запомнит его, Решид ответил: «Пусть другие нации пишут обо мне всё, что захотят, мне всё равно».

### Последние годы
Талаат-паша провёл расследование и установил, что Решид присваивал ценности, которые отбирались у христиан и должны были быть переданы в казну. Арестованный доктор Hyacinth Fardjalian показал: «Я лично видел, как Решид-бей прибыл в Алеппо на константинопольском поезде с 43 коробками ювелирных изделий и двумя коробками драгоценных камней.». Из-за этого расследования Талаат-паша снял Решида с поста губернатора провинции Анкара, куда он был только что переведён с предоставлением усадьбы на берегу Босфора.
5 ноября 1918 года, через несколько дней после окончания Первой мировой войны, Решид был арестован и отправлен в тюрьму в Константинополе. Его роль в массовых убийствах стала достоянием прессы, однако Мехмет отрицал её. В январе 1919 года он смог бежать из тюрьмы, но был окружён и застрелился.

## Отношение к Мехмету Решиду при Ататюрке
Несмотря на свою роль в геноциде, Решид очень положительно воспринимался в Турции времён Ататюрка. В Анкаре в его честь назван бульвар. Для удовлетворения потребностей его вдовы и семьи правительство Турции в 1920-х и 1930-х годах передало им два дома и доходы от магазинов, ранее принадлежавших армянам.